# 十月革命
十月革命（じゅうがつかくめい、ロシア語: Октябрьская революция、ラテン文字表記の例：Oktiabr'skaia revoliutsiia）は、ロシア革命の一局面。ユリウス暦の1917年10月25日（現在のグレゴリオ暦の11月7日）、ロシアの首都ペトログラード（後のレニングラード、現在のサンクトペテルブルク）で起きた労働者や兵士らによる武装蜂起を発端として始まった二段階革命論に基づく革命である。多数の労働者や兵士らを扇動した革命家らによる事実上のクーデターとも解される。ソビエト革命あるいはボリシェヴィキ革命とも。
当時のロシアはユリウス暦が採用されており、現在のグレゴリオ暦から13日遅れている。十月革命はグレゴリオ暦では十一月革命となり、この呼称もしばしば用いられるが、本項では「十月革命」で統一し、暦日もユリウス暦を用いる。
十月革命は、社会主義左派勢力ボリシェヴィキにより引き起こされた。一連のロシア革命のなかでは、帝政を崩壊させ、立憲民主党（カデット）主導の臨時政府を成立させた二月革命に次ぐ第二段階にあたる。
ボリシェヴィキはかねてから打倒対象の性質上、暴力による革命は不可避であると主張しており、1917年10月12日に、影響下にあったペトログラード・ソビエト（労兵評議会）にペトログラード軍事革命委員会 (Военно-революционный комитет, военревком, ВРК) を作らせて武装蜂起の準備を進めた。軍事革命委員会の指令下にあるボリシェヴィキの軍隊・赤衛隊（赤衛軍：Красная гвардия）は、10月24日にペトログラードの政府施設の占拠を開始し、10月25日に軍事革命委員会が「臨時政府は打倒され軍事革命委員会に権力が移った」とする宣言を発表した。10月26日未明に臨時政府が置かれていたペトログラードの冬宮が制圧され、臨時政府のメンバーは拘束された。
このようにボリシェヴィキ主導のソビエト（労働者・農民・兵士の評議会）へ権力が集中された。続いてロシア内戦（1917年 - 1922年）が起こり、1922年にソビエト連邦（ソ連）が成立する。

## 呼称
当初、この蜂起は「十月蜂起」 (Октябрьский переворот) あるいは「25日の蜂起」と呼ばれていたことが、同時代の資料『レーニン全集』第1版などにみられる。後年になり、ソ連の歴史上の大事件とみなされるようになるとともに「十月革命」の呼称が使われ始めた。
ソビエト連邦における公式な呼称は、1927年の革命十周年以後、「十月社会主義大革命」 (Великая Октябрьская социалистическая революция、Velikaya Oktyabr'skaya sotsialisticheskaya revolyutsiya) であった。

## 背景
二月革命で成立した臨時政府の実権は、立憲民主党などの自由主義者や、アレクサンドル・ケレンスキー (社会革命党)ら協調派社会主義者が握っていたが、労働者や兵士らによる革命のための組織である評議会（ソビエト）も各都市にあり、臨時政府とソビエトの二重権力状態が存在していた。兵士たちは第一次世界大戦に疲れ和平を求めていた。
陸軍大臣となっていたケレンスキーは、1917年5月12日に「諸君はその銃剣の先に、平和・権利・真理・正義をつけて行くのだ。ロシヤの自由な息子たちよ、固く隊伍を組んで前進せよ」と述べ、軍に積極的攻勢に出ることを命じた。メンシェヴィキのイラクリー・ツェレテリに代表されるペトログラード・ソビエトも、この作戦に反対しなかった。
この夏季のケレンスキー攻勢は、およそ39,000人の犠牲を出したが何の成果も得られなかった。
7月3日にアナーキストのブレイフマンによる扇動の結果、ソビエトへの権力移行を目指し、兵士たちがのちに七月蜂起と称される蜂起を開始した。ボリシェヴィキは必ずしも蜂起に積極的でなかったが、デモの拡大を見て、行動を開始することを決断した。しかし、臨時政府の反撃にあい、蜂起は失敗に終わった。
蜂起の後にレフ・カーメネフらは逮捕され、ウラジーミル・レーニンやグリゴリー・ジノヴィエフは潜伏を強いられて、事実上ボリシェヴィキの勢力は壊滅した。
軍最高総司令官ラーヴル・コルニーロフがクーデターを起こしてペトログラードへ進軍する（コルニロフ事件）との情報を受けると、自身の身の回りを守る手段がないことに焦ったケレンスキーは、反対意見を押し退けトロツキー等ボリシェヴィキを釈放し、軍の再建を依頼した。トロツキーは軍を再建し、同時に同志の協力者の扇動などで、コルニーロフ軍を内部から攻撃した。これが功を奏し、戦わずにコルニーロフ軍を粉砕しクーデターを阻止した。クーデターの阻止にこそ成功したものの結局、ケレンスキーは主導権を完全にボリシェヴィキに握られて、各地のソビエトの急進化が進んだ。ペトログラード・ソビエトでもボリシェヴィキが多数派を占め、レフ・トロツキーが議長となった。

## 経緯

### 軍事革命委員会
1917年10月10日に、ボリシェヴィキの中央委員会は投票を行い、10対2で「武装蜂起はもはや避けられず、その期は十分に熟した」とする宣言を採択した。ペトログラード・ソビエトは10月12日に軍事革命委員会を設置した。これは元来はペトログラードの防衛を目的としてメンシェヴィキが提案したものだったが、ボリシェヴィキの提案によってその目的が革命へと修正された。トロツキーは「われわれは、権力奪取のための司令部を準備している、と言われている。われわれはこのことを隠しはしない」と演説し、あからさまに武装蜂起の方針を認めた、権力掌握を承認させるために、10月25日に開会する予定の第二回全国ソビエト大会の時期に合わせて蜂起することを主張した。メンシェヴィキは軍事革命委員会への参加を拒否し、委員会の構成メンバーはボリシェヴィキ48名、エスエル左派（社会革命党左派）14名、無政府主義者4名となった。
前後して軍の各部隊が次々にペトログラード・ソビエトに対する支持を表明し、臨時政府ではなくソビエトの指示に従うことを決めた。

### 10月25日

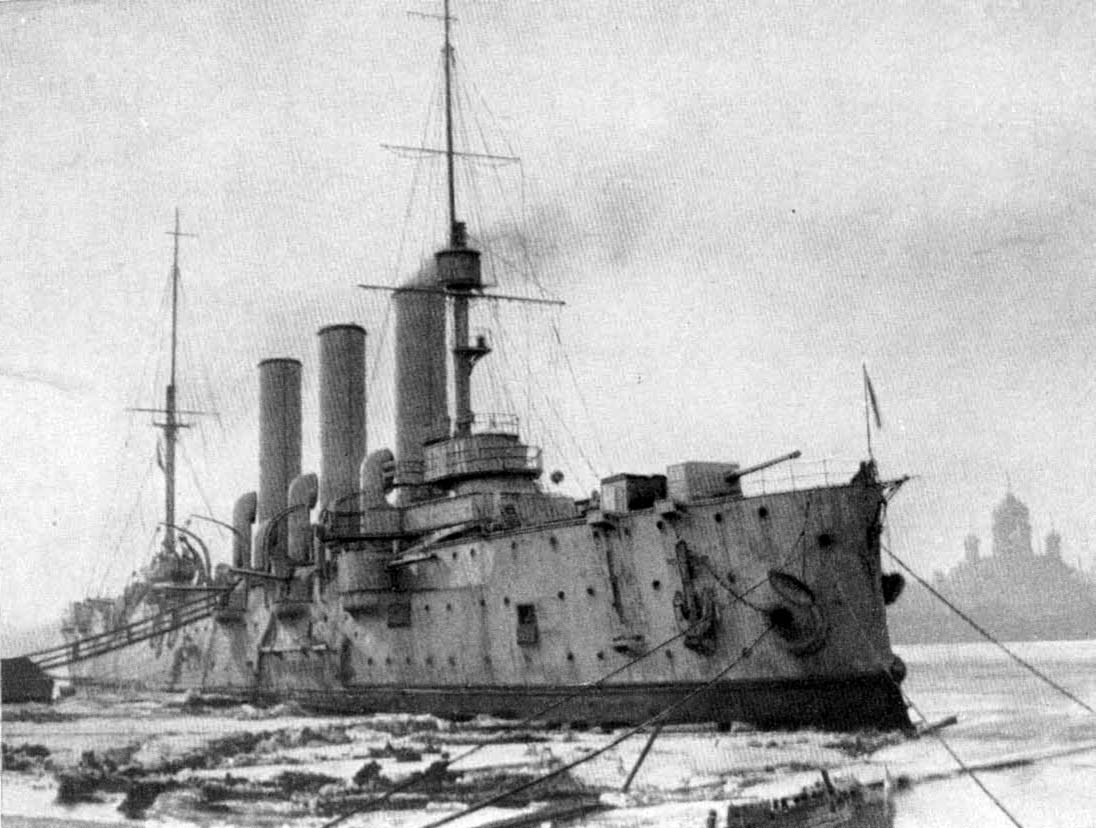
防護巡洋艦アヴローラ（オーロラ）、1917年撮影

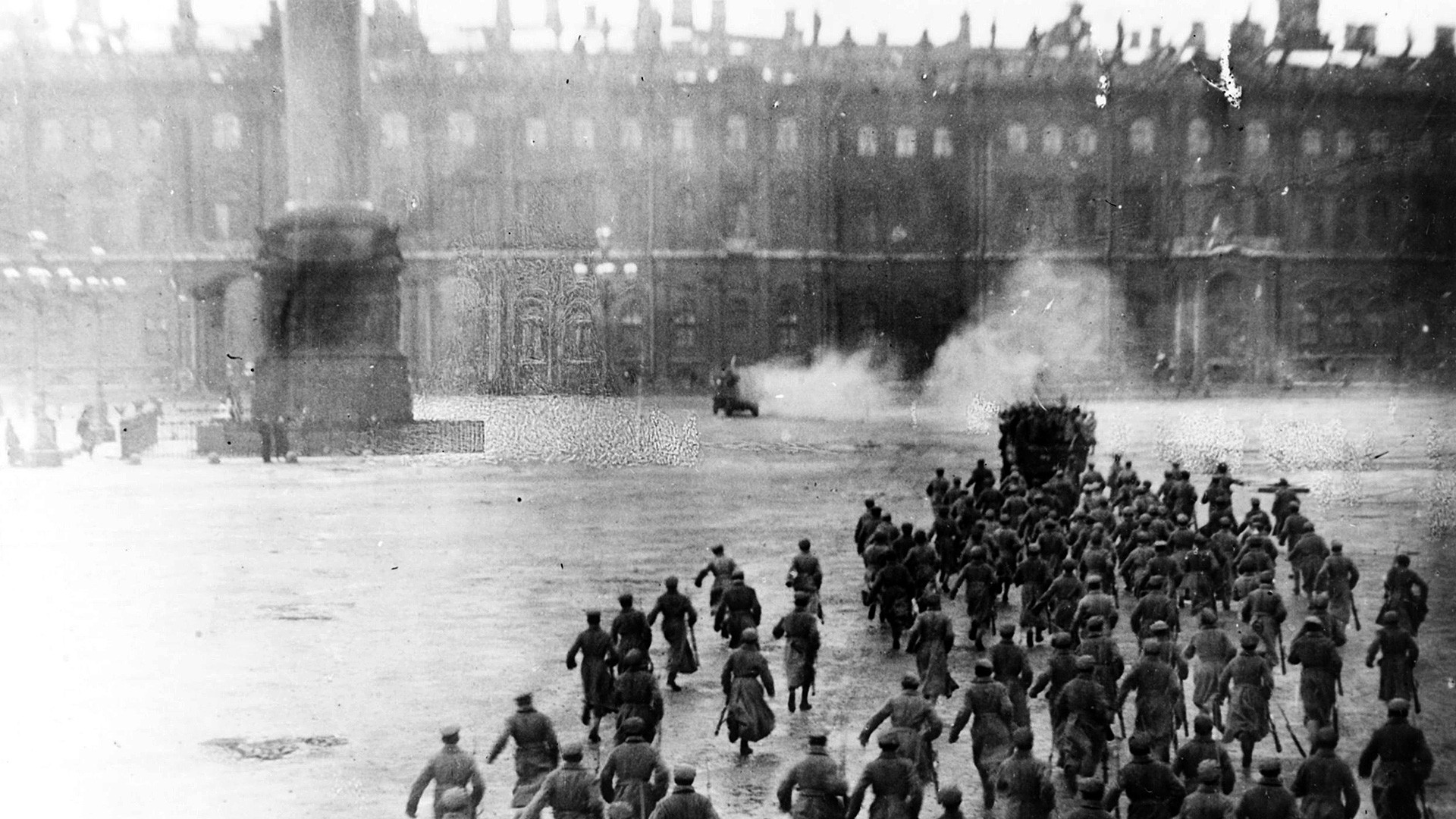
『冬宮への突入』、1920年の再現群像劇

10月23日に、ボリシェヴィキ指導者の一人でエストニア人のヤーン・アンヴェルトは、革命後に創設されたエストニア自治政府の首都タリンで左翼革命勢力を率いて武装蜂起を開始した。
10月24日に最後の反撃を試みた臨時政府は、忠実な部隊によってボリシェヴィキの新聞『ラボーチー・プーチ』『ソルダート』の印刷所を占拠したが、軍事革命委員会はこれを引き金として武力行動を開始した。
臨時政府側の部隊は次第に崩壊する一方で、軍事革命委員会側は次々とペトログラードの印刷所、電信局、通信社などの要所を制圧した。10月25日に「臨時政府は打倒された。国家権力は、ペトログラード労兵ソビエトの機関であり、ペトログラードのプロレタリアートと守備軍の先頭に立つ軍事革命委員会に移った」と軍事革命委員会は宣言した。
臨時政府の閣僚が残る冬宮に対する占領は、10月25日午後9時45分に防護巡洋艦アヴローラの砲撃を合図として、ヴラジーミル・アントーノフ＝オフセーエンコ率いる部隊が進入して始まった。冬宮はコサックや士官学校生、女性部隊により防衛されていたが、抵抗らしき抵抗はほとんどなく、26日未明の午前2時ごろに占領された。会議を続けていた閣僚たちは、なすすべなく逮捕され、ケレンスキーは冬宮を脱出し最終的に国外へ逃亡した。
十月革命の公式な日付は、冬宮を除くすべての政府機関が占領された10月25日とされている。10月25日から26にかけての出来事は、後年になりソ連政府は実際よりも劇的に記している。イギリスのペトログラード駐在武官アルフレッド・ノックスは冬宮の守備が体をなしておらず、ほぼ無抵抗で占領された様を目撃して書き残しているが、1920年に革命3周年を記念して冬宮で上演された歴史再現群衆劇『冬宮への突入』では、冬宮占領の様子が劇場的に描かれている。以後、セルゲイ・エイゼンシュテインの映画『十月』（1928年）など十月革命を描いた作品でも「冬宮突入」は革命の最高潮とされ、激しい戦闘の末に冬宮が制圧された、と描かれている。

### 第二回ソビエト大会
蜂起の最中、予定通り第二回全国労働者・兵士代表ソビエト大会が開かれた。投票により選出された600名強の評議員のうち、300人以上をボリシェヴィキが占めた。冬宮占領を待ち、大会は権力のソビエトへの移行を宣言した。こうして革命は承認された。
しかしソビエトへの権力移行は反対勢力もあった。ソビエト大会評議員のうち、社会革命党（エスエル）の右派、およびメンシェヴィキなどは、ボリシェヴィキがクーデターを起こして不法に権力を奪取したと非難し、ソビエトではなく「全権力を憲法制定会議へ!」と主張した。ボリシェヴィキに抵抗する彼らにトロツキーは「おまえたちは破産した。おまえたちの役割は終わった。おまえたちはこれから歴史のごみ箱行きだ」となじった。
10月27日に第二回ソビエト大会は、臨時政府に代わる新しいロシア政府として、レーニンを議長とする「人民委員会議」（Совет народных коммиссаров、略してソヴナルコム）すなわち「臨時労農政府」を設立した。大会は全交戦国に講和を提案する「平和に関する布告」貴族・教会・地主などから土地を強制収用し土地の国有化を宣言する「土地に関する布告」を採択した。ボリシェヴィキは工業を復興させ都市と農村の間で商品が円滑に交換されることを目指しており、農民の支持を必須のものとしていた。彼らは自らを労働者と農民の同盟を代表するとみなした。この観念は、鎌とハンマーをあしらったソビエト連邦の国旗や国章に表れている。
さらに大会は次のような布告を行った。すなわち、ロシアのすべての銀行の国有化、工場の管理権限を労働者ソビエトへ与える「労働者統制」、銀行口座の押収、教会資産の没収、戦時中の労働賃金を上回る賃金への固定、ロシア帝国および臨時政府が負った債務の一方的破棄、ポーランドとフィンランドの独立への約束である。

### ソビエト権力の確立

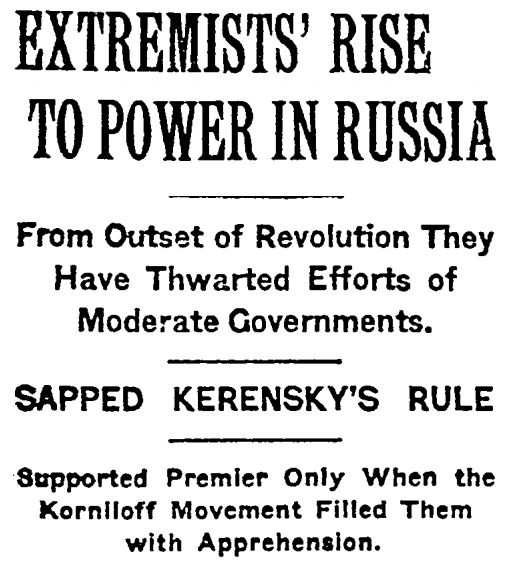
ボリシェヴィスクの台頭に関するニューヨーク・タイムズ紙の報道

冬宮から逃亡したケレンスキーは、プスコフで騎兵第3軍団長ピョートル・クラスノフの協力をとりつけ、その軍によって10月26日にペトログラードへの反攻を開始した。ペトログラード市内でもエスエルやメンシェヴィキを中心に「祖国と革命救済委員会」がつくられ、10月29日に士官学校生らが反乱を開始した。反乱はその日のうちに鎮圧され、ケレンスキー・クラスノフ軍も翌日の戦闘で敗れた。
モスクワでは10月25日に軍事革命委員会が設立され、ペトログラード軍事革命委員会を支持した。一方で、26日に臨時政府の側に立つ社会保安委員会がつくられ、無視できない軍事力を有していた。10月27日に双方の武力衝突が起こり、激しく戦闘した。11月2日に社会保安委員会は敗北に追い込まれ、和平協定に応じた。軍事革命委員会は11月3日に、ソビエト権力の樹立を宣言した。
ボリシェヴィキは憲法制定会議選挙で社会革命党に敗れ、第2党の地位に留まった。11月28日以後にボリシェビキは、カデットの指導者や社会革命党のアフクセンチェフを逮捕し、憲法制定会議を強制的に解散した。
ボリシェヴィキとともに武装蜂起に参加した社会革命党左派は、11月に党中央により除名処分を受け、左翼社会革命党として独立した。左翼社会革命党はボリシェヴィキからの入閣要請に応じ、12月9日に両者の連立政府が成立した。
ボリシェヴィキ主導の権力奪取は、ロシア帝国の他の部分でも徐々に進んだ。ヨーロッパ・ロシアの北部と中部でソビエトへの移行が進み、モスクワやロシア南部は戦闘が起こったものの短期間で収束した。1918年初頭までに各都市はソビエトの支配下に置かれている。
ロシア人以外の民族が多数派を占める地域は、二月革命の後に相次いで独立宣言を行ったり独立への動きを見せてソビエトへの移行は進まなかった。ウクライナでは、ウクライナ中央ラーダが1917年6月10日に自治を宣言し、11月7日には中央ラーダはロシアとの連邦を前提とするウクライナ人民共和国の創立を宣言した。これによりペトログラードのボリシェヴィキ政府（ソヴナルコム）と対立を深め、12月の赤軍のウクライナ侵攻を発端に全面的な武力衝突へ至り、1918年1月にウクライナはロシアからの独立を宣言した。エストニアでは1917年11月28日に議会が独立を宣言した。ヤーン・アンヴェルトのボリシェヴィキ派勢力は、12月8日にレーニンのソヴナルコム政府を承認したが、その勢力は首都タリンの周囲しか把握していなかった。アゼルバイジャンのバクーのソビエトを除けば、南コーカサスでも反ソビエト勢力が優勢であった。

## その後

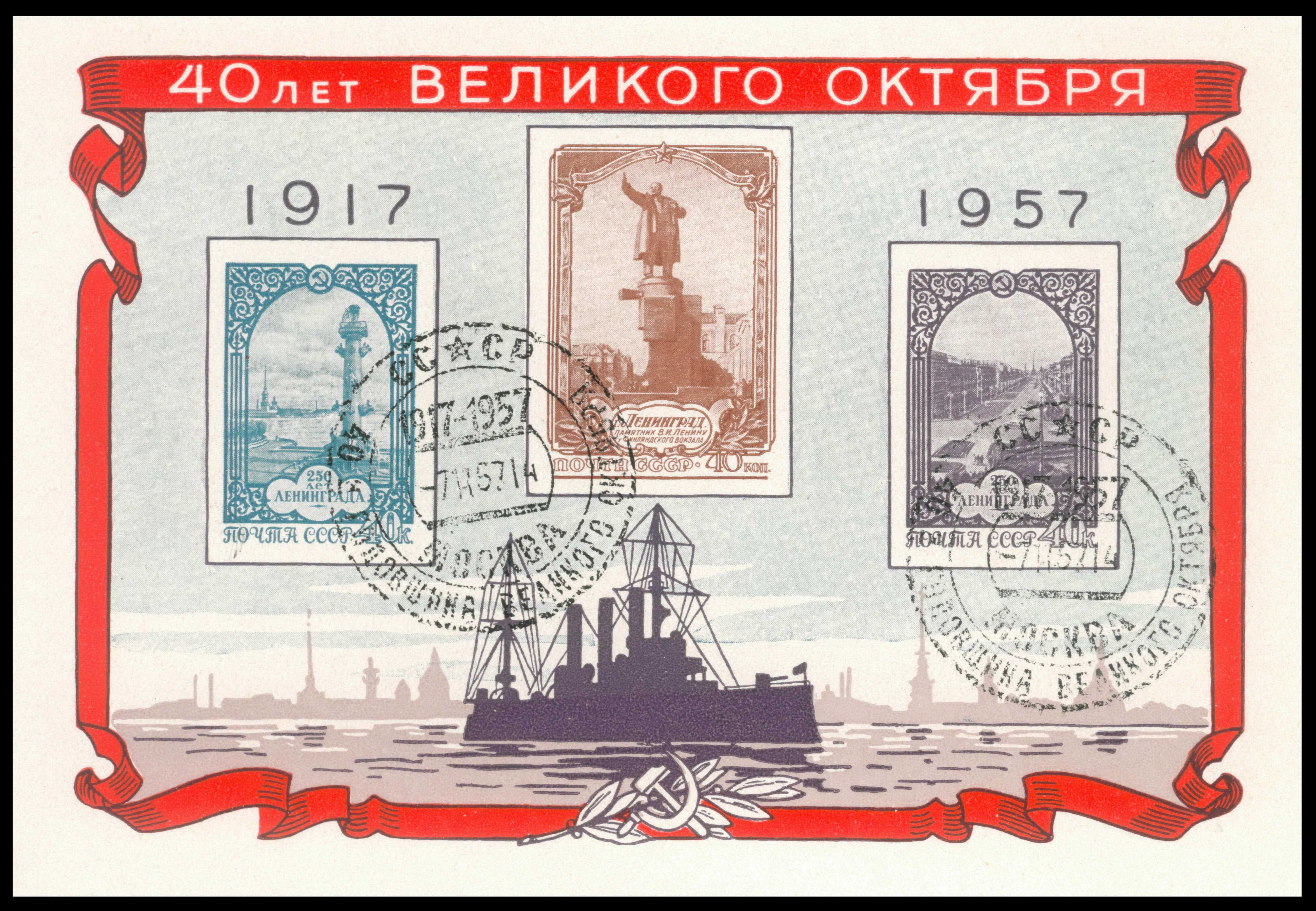
革命40周年記念切手、1957年

「十月革命」の成功は、ロシアを議院内閣制の国ではなく社会主義国へ変革を進めた。新政府は、ロシア国内の反ボリシェヴィキ勢力やロシア革命に介入した国々と争うロシア内戦を、1918年から1922年まで続けた。ボリシェヴィキは、「平和についての布告」やロシア帝国政府と列強諸国との秘密条約の暴露などをきっかけとしてヨーロッパ全土で反政府運動が蜂起され、欧州大戦から一転して欧州社会主義革命が進行することを期待したが、ロシアに続いて社会主義の友邦になる国はヨーロッパには現れず、周囲は敵対国に囲まれた。ボリシェヴィキが「戦時共産主義」により進行した共産主義化・計画経済化は、内戦の混乱や諸外国による経済封鎖ともあいまって経済崩壊の結果を招き、1921年に新経済政策のネップが施行されて軌道に乗るまで、経済の混乱は収束しなかった。
アメリカ合衆国は1933年まで新政府を承認しなかった。ヨーロッパ諸国は1920年代初めにソビエト連邦を承認し始め、ネップの施行後に貿易関係が再開する。
アメリカ人ジャーナリストのジョン・リードは、10月革命を目撃してボリシェヴィキの指導者を取材し、自身が目撃した経験を世界を揺るがした10日間として1919年に出版し、アメリカ社会から大きな共感を得た。

## 参加者
- ウラジーミル・レーニン
- レフ・トロツキー
- ヨシフ・スターリン
- レフ・カーメネフ
- ヤーコフ・スヴェルドロフ
- アレクセイ・ルイコフ
- アナトリー・ルナチャルスキー
- ミハイル・トムスキー
- ニコライ・ブハーリン
- グリゴリー・オルジョニキーゼ
- フョードル・ラスコルニコフ
- ミハイル・カリーニン
- セルゲイ・グセフ
- フェリックス・ジェルジンスキー
- ヴャチェスラフ・メンジンスキー
- アドリフ・ヨッフェ
- アナトリー・ジェレズニャコフ
- マクシム・リトヴィノフ
- グリゴリー・ソコリニコフ
- ヴャチェスラフ・モロトフ
- フィリップ・マハラゼ
- ドミトリー・コンダコフ
- チンギス・イルディリム
- エイジェン・ベルク
- エヴドキム・オグネフ
- ナデジダ・クルプスカヤ
- アレクサンドラ・コロンタイ
- エフゲニー・サプノフ
- ヤン・スヴェイネク
- ニコライ・トルノフ
- アレクセイ・ウリヤノフ
- ウラジーミル・ポルヒン
- マリア・スピリドーノワ
- コンスタンティン・ドゥシェノフ
- ヴァルラーム・アヴァネソフ
- ボリス・ドンスコイ

## 世論調査
十月革命に対するロシア国内の世論の評価は二分されている。2017年4月に実施された世論調査では、約48%の回答者は革命が歴史上不可避であったことに同意するが、46%はボリシェヴィキのクーデターは違法であったと考えている。49%は革命が「ロシア文化に重大な打撃を与えた」ことに同意するが、48%はロシア史における革命の役割はかなり、非常に有益なものであったと考えている。32%はボリシェヴィキが権力を掌握していなかったとしたら、「もっとひどい過激派」が権力を握り、いっそう破壊的な支配を行っていただろうと考えている。42%は、ロシアの貴族階級が壊滅したことはロシアにとって非常に大きな損失であったと考えている。
このように、十月革命への賛否は現在もなお変遷を続けていると言える。